# Брыль
Брыль (бриль; бел. брыль; укр. бриль) — традиционная соломенная или войлочная мужская широкополая шляпа у белорусов, украинцев и русских. Форма могла быть как круглой, так и треугольной. В Курской губернии бриль обладал низкой плоской тульей и широкими прямыми полями.
Слово заимствовано из пол. bril — «соломенная шляпа». В свою очередь, в польский попало из итал. ombrello — «зонт, навес».
Для лета брыли плели из соломы, камыша, лозы. Соломенные плетёные полоски (соломенную тесьму) сшивали суровыми нитками или конским волосом. Белорусы изготовляли валяные брыли из войлока тёмно-серого, коричневого или чёрного цветов. Такие шляпы носили в любое время года. Праздничные брыли выше полей украшались конским волосом, цветной тесьмой красного или синего цветов, а летом — живыми цветами.
Плетением брылей в основном занимались мужчины (пасечники или корзинщики), или пожилые члены семьи в зимнее время, когда не было работы в поле, да и для развлечения, сочетая приятное дело с полезным.
В словаре Даля есть также и другое значение слова брыль (брыли) — окружность, края́ опушки и шляпа с широкими полями. В славянских языках брыл (bryl) — «шапка».

… На брыль обычно уходит дня два — больше пятнадцати часов, если бесперестанку работать…

Мы говорили с мастером о том, что ныне ремесло это почти забыто, а раньше жило во многих южных селах. Брыли плели из стеблей спелой, немного влажной ржи. Плели «в зубцы» и «гладко», с разными узорами…— журнал «Вокруг света», март 1990 года.
Элемент традиционной мужской одежды в Смоленском крае, Белоруссии и на Украине. Чаще всего брыль носили крестьяне, работающие в поле, чтобы закрывать голову от попадания прямых солнечных лучей.